# Stenbolone acetate
Stenbolone acetate (USAN) (tên thương hiệu Stenobolone, Anatrofin; tên mã phát triển trước đây RS-2106, S-3760), còn được gọi là 2-methyl-4,5α-dihydro-δ1-testosterone 17β-acetate (2-methyl-δ1-DHT 17β-acetate) hoặc 2-methyl-5α-androst-1-en-17β-ol-3-one 17β-acetate, là một steroid anabolic androgenic-steroid tổng hợp, đường tiêm (AAS) và dẫn xuất của dihydrotestosterone (DHT) đã được bán trên thị trường ở Tây Ban Nha. Đó là este axetat C17β của stenbolone, có cấu trúc liên quan đến 1-testosterone (Δ1 -DHT; dihydroboldenone) và với drostanolone (2α-methyl-DHT).